# 정수 (별자리)
정수(井宿)는 동아시아의 별자리인 이십팔수의 하나이다. 남방주작 7수(宿) 중 첫 번째에 해당된다.
서양 별자리의 쌍둥이자리의 일부에 해당된다.

## 정수에 속한 별자리
정수에 속한 별자리들은 다음과 같다.
| 별자리   | 한자     | 별 개수 | 위치       |
| -------- | -------- | ------- | ---------- |
| 정, 동정 | 井, 東井 | 8       | 쌍둥이자리 |
| 월       | 鉞       | 1       | 쌍둥이자리 |
| 남하     | 南河     | 3       | 작은개자리 |
| 북하     | 北河     | 3       | 쌍둥이자리 |
| 천준     | 天樽     | 3       | 쌍둥이자리 |
| 오제후   | 五諸侯   | 5       | 쌍둥이자리 |
| 적수     | 積水     | 1       |            |
| 적신     | 積薪     | 1       |            |
| 수부     | 水府     | 4       |            |
| 수위     | 水位     | 4       |            |
| 사독     | 四瀆     | 4       |            |
| 군시     | 軍市     | 13      |            |
| 야계     | 野雞     | 1       |            |
| 장인     | 丈人     | 2       |            |
| 자       | 子       | 2       |            |
| 손       | 孫       | 2       |            |
| 궐구     | 闕丘     | 2       |            |
| 낭, 낭성 | 狼, 狼星 | 1       | 시리우스   |
| 호       | 弧       | 9       |            |
| 노인     | 老人     | 1       | 카노푸스   |

## 참고 문헌
- 권근 외, 『천상열차분야지도』, 서운관(書雲觀), 1395
- 이문규, 《고대 중국인이 바라본 하늘의 세계》, 문학과 지성사, 2000
- 이순지 저, 김수길.윤상철 역,《천문류초》, 대유학당, 1998
- 박창범, 《하늘에 새긴 우리역사》, 김영사, 2002